# Giovanni Spadolini
Giovanni Spadolini (21. června 1925 – 4. srpna 1994) byl italský politik, novinář a historik. Byl premiérem Itálie v letech 1981–1982, prvním poválečným předsedou vlády, který nebyl členem Křesťanskodemokratické strany.
Byl člen liberální Italské republikánské strany (Partito Repubblicano Italiano), jejímž předsedou byl v letech 1979–1987. V letech 1968–1972 pracoval v deníku Il Corriere della Sera. Jako novinář občas užíval pseudonym Giovanni dalle Bande Nere. Roku 1972 vstoupil do politiky. V letech 1974–1976 byl ministrem kultury. Roku 1979 byl krátce ministrem veřejného sektoru, v letech 1983–1987 ministrem obrany. V letech 1987–1994 byl předsedou italského Senátu.

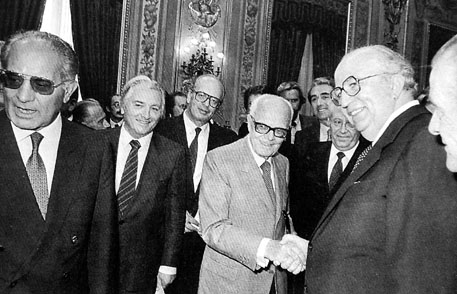
Giovanni Spadolini (druhý zprava)